# Ian Walker (Segler)
Ian James Walker (* 25. Februar 1970 in Worcester) ist ein britischer Segler.

## Erfolge
Ian Walker nahm an den Olympischen Spielen 1996 in Atlanta mit John Merricks in der 470er Jolle teil. Sie belegten den zweiten Platz hinter Jewhen Braslawez und Ihor Matwijenko und vor Hugo Rocha und Nuno Barreto. Mit einer Gesamtpunktzahl von 60 Punkten erhielten sie damit die Silbermedaille. Im selben Jahr belegten sie bei den Europameisterschaften den dritten Rang und wurden in Porto Alegre gemeinsam Vizeweltmeister. Am 15. Oktober 1997 kam Merricks bei einem Verkehrsunfall ums Leben, als der Fahrer eines Land Rovers, in dem unter anderem Merricks und Walker saßen, die Kontrolle über seinen Wagen verlor. Walker qualifizierte sich für die darauffolgenden Spiele 2000 in Sydney mit Mark Covell in der Bootsklasse Star. Mit nur einem Punkt Rückstand gewannen sie hinter den US-Amerikanern Magnus Liljedahl und Mark Reynolds die Silbermedaille.
Beim Volvo Ocean Race 2008–2009 war er Skipper der Green Dragon, mit der er den fünften Rang belegte. Als Skipper des Abu Dhabi Ocean Racing Teams wurde er beim Volvo Ocean Race 2011–2012 zunächst abermals Fünfter, ehe beim Volvo Ocean Race 2014–2015 der Gesamtsieg gelang. Er nahm auch mehrfach in unterschiedlichen Funktionen am America’s Cup teil.
Walker ist verheiratet und hat zwei Kinder.